# Cyanopepla sanguicincta
Cyanopepla sanguicincta là một loài bướm đêm thuộc phân họ Arctiinae, họ Erebidae.